# Koncentrat krwinek czerwonych

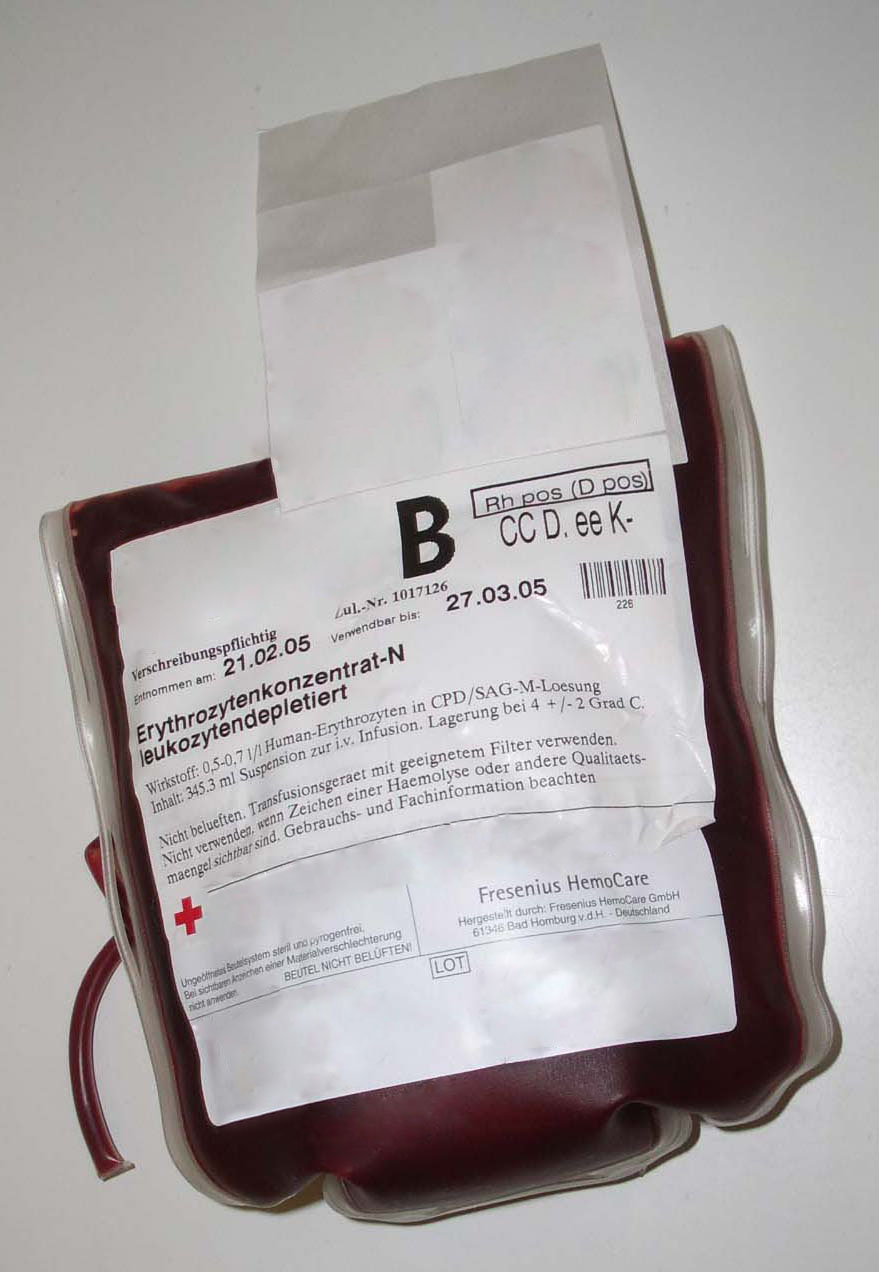
Jednostka koncentratu erytrocytów

Koncentrat krwinek czerwonych, masa erytrocytarna, KKCz, ME – stosowany w transfuzjologii preparat powstały przez usunięcie z pełnej krwi części osocza. Zawiera przede wszystkim erytrocyty (krwinki czerwone) (hematokryt wynosi 65–70%) oraz zmienną, zależną od parametrów wirowania, liczbę leukocytów, trombocytów, a także niewielką ilość osocza oraz płyn konserwujący.
Preparat powinien być przechowywany w temperaturze od +2 °C do +6 °C. W zależności od podłoża ma różny okres ważności: w płynie CPD – 21 dni, w płynie CDPA – 35 dni, a w płynie ADSOL – 42 dni.
Stosuje się go, między innymi, do leczenia niedokrwistości lub w transfuzji wymiennej u noworodków. Bezwzględnym wskazaniem do przetoczenia krwi jest stężenie hemoglobiny poniżej 5 g%. Przetoczenie jednej jednostki KKCz dorosłemu powoduje wzrost hematokrytu o 2–3%, a poziomu hemoglobiny o 1 g%, natomiast u dzieci przetoczenie 8 ml KKCz/kg masy ciała powinno zwiększyć stężenie hemoglobiny o 1 g%.
Przed przetoczeniem należy wykonać próbę zgodności. Wymagana jest zgodność w obrębie układu AB0 oraz układu Rh.

## Powikłania
Wśród możliwych powikłań po przetoczeniu KKCz wymienia się: zaostrzenie niewydolności serca związane z przeciążeniem krążenia, hemolizę, niehemolityczny odczyn gorączkowy, pokrzywkę, wstrząs anafilaktyczny, alloimunizację, zakażenie chorobami wirusowymi (WZW, HIV, CMV), kiłą i malarią, przy przeniesieniu czynnika bakteryjnego możliwość rozwoju sepsy, hiperkaliemia, małopłytkową plamicę poprzetoczeniową, poprzetoczeniową ostrą niewydolność oddechową (TRALI), chorobę przeszczep przeciw gospodarzowi, hemosyderozę.

## Odmiany
UKKCz, ubogoleukocytarny KKCz – powstaje z przefiltrowania krwi nie starszej niż 5 dni. Odfiltrowaniu podlegają leukocyty i płytki krwi. Podanie UKKCz ogranicza ryzyko wystąpienia niehemolitycznej reakcji poprzetoczeniowej, alloimunizacji i odporności na płytki. Zmniejsza ryzyko przeniesienia wirusów CMV, HIV. Zmniejsza ryzyko choroby przeszczep przeciw gospodarzowi związanej z transfuzją (TA-GVHD, od ang. transfusion-associated graft-versus-host disease). Stosowany jest przy wykonywaniu transfuzji u płodów i noworodków, chorych z przeciwciałami anty-HLA oraz dla potencjalnych wielokrotnych dawców, w celu zmniejszenia ryzyka immunizacji anty-HLA. Termin ważności UKKCz nie ulega zmianie, gdy filtrowanie odbywa się w układzie zamkniętym. Gdy wykonuje się je w układzie otwartym, termin ważności preparatu wynosi 8 godzin.
PKKCz, przemywany KKCz – powstaje przez przemywanie krwinek płynem fizjologicznym. Stosowany jest do przetoczeń dla chorych uczulonych na białka osocza IgA oraz z objawami ostrych reakcji alergicznych. Termin ważności PKKCz wynosi 8 godzin.
NKKCz, napromieniowany KKCz – powstaje przez poddanie krwinek napromieniowaniu dawką 25 Gy. Zapobiega powstawaniu TA-GVHD. Wskazaniami do przetaczania NKKCz są wrodzone niedobory immunologiczne, transfuzja dopłodowa, transfuzja wymienna lub uzupełniająca noworodków. Termin ważności preparatu wynosi 28 dni. W przypadku transfuzji wymiennej wcześniaków oraz transfuzji uzupełniającej wcześniaków ważny jest przez 24 godziny.